# اتفاقية الصداقة والتعاون بين البوسنة والهرسك وكرواتيا
اتفاقية الصداقة والتعاون بين البوسنة والهرسك وكرواتيا وقعت بين علي عزت بيغوفيتش رئيس جمهورية البوسنة والهرسك وفرانيو تودجمان رئيس جمهورية كرواتيا في زغرب في 21 يوليو 1992 خلال الحربين البوسنية والكرواتية من أجل الاستقلال عن يوغوسلافيا. وأقامت تعاونا وإن كان غير منسجم بين البلدين وشكلت أساسا للدفاع المشترك ضد القوات الصربية. كما وضعت مجلس الدفاع الكرواتي تحت قيادة جيش جمهورية البوسنة والهرسك.
عزت بيغوفيتش الذي كان يأمل في منع البوسنة والهرسك من الوقوع تحت تأثير كرواتيا أو صربيا وقع الاتفاقية بعد ستيفان كيويتش رئيس فرع الاتحاد الديمقراطي الكرواتي في البوسنة والهرسك وتم استبداله بتومان مع ماتي بوبان الذين منعوا تسليم الإمدادات إلى سراييفو حيث كان الحصار جاريا وأعلنوا قيام الجمهورية الكرواتية المستقلة في البوسنة والهرسك. انهار الاتفاق في أكتوبر بعد عدد من الأحداث بما في ذلك اغتيال بلاج كرالييفيتش قائد قوات الدفاع الكرواتية في البوسنة والهرسك وسقوط مناطق بوسافينا وبوسانسكي برود ويايتسي في أيدي جيش جمهورية صرب البوسنة وبعد اندلاع معركة كبرى بين مجلس الدفاع الكرواتي وجيش جمهورية البوسنة والهرسك في بروزور.

## التحضير للحرب

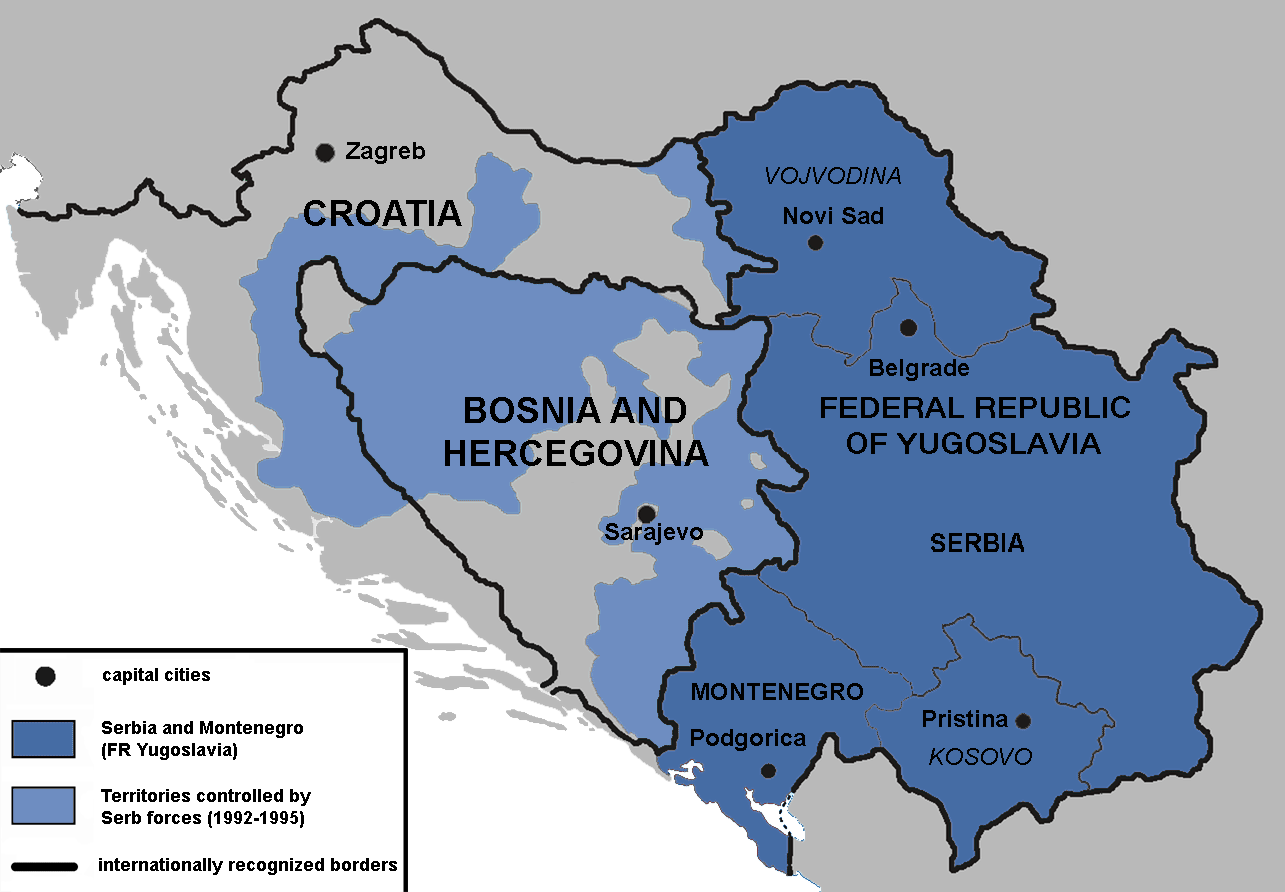
الأراضي التي يسيطر عليها الصرب في يوغوسلافيا السابقة، يوليو 1992.

في عامي 1990 و 1991 أعلن الصرب في كرواتيا والبوسنة والهرسك عن عدد من «مناطق الحكم الذاتي الصربية» بقصد توحيدهم فيما بعد لإنشاء صربيا الكبرى. استخدم الصرب جيش يوغوسلافيا الشعبي المجهز تجهيز جيد للدفاع عن هذه الأراضي. في وقت مبكر من سبتمبر أو أكتوبر 1990 بدأت جيش يوغوسلافيا الشعبي بتسليح صرب البوسنة وتنظيمهم في الميليشيات. بحلول مارس 1991 وزع جيش يوغوسلافيا الشعبي ما يقدر بـ 51900 سلاح ناري على القوات شبه العسكرية الصربية و 23298 سلاح ناري على الحزب الديمقراطي الصربي. بدأت الحكومة الكرواتية في تسليح الكروات في منطقة الهرسك في عام 1991 وفي بداية عام 1992 متوقعة أن الصرب سينشرون الحرب في البوسنة والهرسك. كما ساعدت في تسليح المجتمع البوسني. من يوليو 1991 إلى يناير 1992 استخدم جيش يوغوسلافيا الشعبي والقوات شبه العسكرية الصربية الأراضي البوسنية لشن هجمات على كرواتيا.
في 25 مارس 1991 التقى فرانيو تودجمان بالرئيس الصربي سلوبودان ميلوشيفيتش في كاراجورشيفو حسبما ورد لمناقشة تقسيم البوسنة والهرسك. في نوفمبر تم تأسيس المجتمع الكرواتي المستقل في البوسنة والهرسك وادعى أنه ليس لديه هدف انفصالي وأنه سيخدم أساسا قانونيا للإدارة الذاتية المحلية. وتعهد باحترام الحكومة البوسنية بشرط أن تكون البوسنة والهرسك مستقلة عن يوغوسلافيا السابقة وكل أنواع يوغوسلافيا المستقبلية. وأن السيادة ليس للبوسنة والهرسك وأوصى بأن تدعم السياسة الكرواتية السيادة [للبوسنة والهرسك] إلى أن يحين الوقت الذي لا يناسب كرواتيا.
في أبريل 1992 بدأ حصار سراييفو وفي ذلك الوقت سيطر جيش جمهورية صرب البوسنة المكون من صرب البوسنة على 70٪ من البوسنة والهرسك. في 8 أبريل تم تنظيم الكروات البوسنيين في مجلس الدفاع الكرواتي. كما انضم عدد كبير من البوشناق لمجلس الدفاع الكرواتي. كما أنشئ قوات الدفاع الكرواتية بقيادة بلاج كرالييفيتش في البوسنة والهرسك والتي «دعمت سلامة أراضي البوسنة والهرسك بشكل أكثر اتساق وإخلاص من مجلس الدفاع الكرواتي». في 15 أبريل 1992 تم تشكيل جيش جمهورية البوسنة والهرسك متعدد الأعراق مع أكثر من ثلثي القوات بقليل من البوشناق وثلث تقريبا من الكروات والصرب. في الشتاء بدأ البوشناق مغادرة مجلس الدفاع الكرواتي والانضمام إلى جيش جمهورية البوسنة والهرسك التي بدأت أيضا في تلقي الإمدادات من كرواتيا. في مايو أعلن اللواء أنتي روسو من مجلس الدفاع الكرواتي أن «القوة العسكرية القانونية الوحيدة» في المجتمع الكرواتي المستقل في البوسنة والهرسك هي مجلس الدفاع الكرواتي وأن «جميع الأوامر الصادرة عن قيادة الدفاع الإقليمي [البوسنة والهرسك] غير صالحة ويجب أن تعتبر غير قانونية في هذه المنطقة».

## الضغط والاتفاق
لعبت الحكومة الكرواتية «لعبة مزدوجة» في البوسنة والهرسك عبر «اعتماد الحل العسكري باعتبار البوسنة والهرسك كحليف واعتماد الحل الدبلوماسي بأن تكون البوسنة والهرسك ضحية». شغل حزب الاتحاد الديمقراطي الكرواتي بزعامة تودجمان مناصب مهمة في الحكومة البوسنية بما في ذلك رئاسة الوزراء ووزارة الدفاع ولكن على الرغم من ذلك نفذ سياسة منفصلة ورفض دمج مجلس الدفاع الكرواتي في جيش جمهورية البوسنة والهرسك. أعطى ييركو دوكو وزير الدفاع البوسني الأولوية في شراء الأسلحة العسكرية لمجلس الدفاع الكرواتي. في يناير 1992 رتب تودجمان لاستبعاد ستيفان كيويتش رئيس الاتحاد الديمقراطي الكرواتي للبوسنة والهرسك الذي فضل التعاون مع البوشناق من أجل دولة بوسنية موحدة واستبداله بماتي بوبان الذي فضل دمج الأجزاء المأهولة بالسكان الكروات من البوسنة والهرسك في كرواتيا. كان هناك شقاق في الحزب بين الكروات من مناطق مختلطة عرقيًا في وسط وشمال البوسنة وتلك من الهرسك. قال ميليفوي جاجرو عمدة كرواتيا قبل الحرب في موستار وحليف كيويتش: «كانت السياسة الانفصالية [الاتحاد مع كرواتيا] مدعومة باستمرار من جانب الهرسك وليس من سراييفو أو بوسافينا أو كرواتيا الوسطى. [...] الكروات من وسط البوسنة وبوسافينا وكذلك أولئك الذين يعيشون في المراكز الحضرية الذين عاشوا مع المسلمين والصرب لهم نظرة مختلفة. ولكن عندما اندلعت الحرب تعرضت بوسافينا الكروات للهجوم وحوصرت سراييفو [...] تم تهميش كيويتش وجاء بوبان بفكرة [الفكرة الانفصالية الكرواتية] في هذه المنطقة. [...] عندما شعر [الكروات في سراييفو وكذلك شمال ووسط البوسنة] أنهم لا يستطيعون البقاء على قيد الحياة بعد الآن رفعوا أيديهم وقبلوا مصيرهم. ووعدهم كروات الهرسك قائلين لهم:» تعالوا إلى هنا وسنمنحكم مكان«. وماذا حدث؟ لقد أدى ذلك إلى نزوح جماعي وكان منظر الكروات وهم لاجئون قبيح جدا».
تعرض عزت بيغوفيتش لضغوط شديدة من تودجمان للموافقة على أن تكون البوسنة والهرسك في اتحاد كونفدرالي مع كرواتيا ومع ذلك أراد عزت بيغوفيتش منع البوسنة والهرسك من الوقوع تحت تأثير كرواتيا أو صربيا. عارض عزت بيغوفيتش ذلك لأن القيام بذلك من شأنه أن يعيق المصالحة بين البوشناق والصرب ويجعل عودة اللاجئين البوسنيين إلى شرق البوسنة مستحيلة ولأسباب أخرى. تلقى إنذار من بوبان يحذره من أنه إذا لم يعلن اتحاد كونفدرالي مع تويمان بأن القوات الكرواتية لن تساعد في الدفاع عن سراييفو من معاقل قريبة من 40 كيلومتر. في 9 مايو التقى بوبان بيوزيب مانوليتش مساعد تودجمان ورئيس الوزراء الكرواتي سابقا ورادوفان كاراديتش رئيس جمهورية صرب البوسنة المعلنة من جانب واحد سرا في غراتس وصاغوا اتفاقية بشأن تقسيم البوسنة والهرسك وهي اتفاق غراتس. ابتداء من شهر يونيو بدأت المناقشات بين البوشناق والكروات حول التعاون العسكري والاندماج المحتمل لجيوشهم. أوصت الحكومة الكرواتية بنقل مقر جيش جمهورية البوسنة والهرسك خارج سراييفو وأقرب إلى كرواتيا ودفعت لإعادة تنظيمها في محاولة لإضافة النفوذ الكرواتي بشدة.
في يونيو ويوليو زاد بوبان من ضغوطه «من خلال منع تسليم الأسلحة التي اشترتها سرا حكومة سراييفو التي تعمل على حظر تفرضه الأمم المتحدة على جميع الشحنات إلى يوغوسلافيا السابقة». في 3 يوليو أعلن بوبان استقلال الجمهورية الكرواتية في البوسنة والهرسك. واختير كرئيس لها. سيطرت السلطة على شرطتها الخاصة والجيش والعملة والتعليم ووسعت قبضتها على العديد من المناطق التي كان البوشناق يشكلون الأغلبية فيها. سمح فقط باستخدام العلم الكرواتي وكانت العملة الوحيدة المسموح بها هي الكونا الكرواتية وكانت لغتها الرسمية الوحيدة هي الكرواتية وتم سن منهج مدرسي كرواتي. تم اختيار موستار عاصمة لهم على الرغم من تشكيل البوشناق أغلبية طفيفة. لم يكن هناك أي ذكر للدفاع عن وحدة أراضي البوسنة والهرسك.
في 21 يوليو وقع عزت بيغوفيتش وتودجمان «اتفاقية الصداقة والتعاون بين جمهورية البوسنة والهرسك وجمهورية كرواتيا» في زغرب عاصمة كرواتيا. أتاح لهم الاتفاق «التعاون في مواجهة العدوان [الصربي]» وتنسيق الجهود العسكرية. وضع مجلس الدفاع الكرواتي تحت قيادة جيش جمهورية البوسنة والهرسك. كان التعاون غير منسجم لكنه مكّن من نقل الأسلحة إلى جيش جمهورية البوسنة والهرسك عبر كرواتيا على الرغم من حظر الأسلحة الذي فرضته الأمم المتحدة وأعاد فتح القنوات التي أغلقها بوبان. أرست الاتفاقية «التعاون الاقتصادي والمالي والثقافي والتعليمي والعلمي والديني» بين الطرفين كما نصت على أن كروات البوسنة والهرسك سيحملون جنسية مزدوجة لكل من البوسنة والهرسك وكرواتيا. وقد تم انتقاد هذا باعتباره محاولات كرواتية «للمطالبة بحقوق سياسية وإقليمية أوسع في أجزاء من البوسنة والهرسك حيث تعيش أعداد كبيرة من الكروات». بعد توقيعها تعهد بوبان لعزت بيغوفيتش بأن المجتمع الكرواتي في البوسنة والهرسك سيبقى جزء لا يتجزأ من البوسنة والهرسك عند انتهاء الحرب.

## فيما بعد
في صيف عام 1992 بدأت مجلس الدفاع الكرواتي في تطهير أعضائه البوسنيين. في نفس الوقت بدأت الحوادث المسلحة تحدث بين الكروات في البوسنة والهرسك بين مجلس الدفاع الكرواتي وقوات الدفاع الكرواتية. كانت قوات الدفاع الكرواتية مخلصة للحكومة البوسنية وقبلوا التبعية لجيش جمهورية البوسنة والهرسك الذي تم تعيين كرالييفيتش عضوا فيه. في 9 أغسطس اغتيل كرالييفيتش وثمانية من موظفيه على يد جنود مجلس الدفاع الكرواتي تحت قيادة ملادين ناليتيليتش الذي دعم الانقسام بين الكروات والبوشناق بعد أن هاجمت قوات الدفاع الكرواتية بقيادة كرالييفيتش جيش جمهورية صرب البوسنة بالقرب من تريبينيي. أدى تقدم قوات الدفاع الكرواتية إلى شرق الهرسك واحتلال تريبينيي إلى غضب بوبان الذي أكد لكاراديتش أن القوات الكرواتية غير مهتمة بالمنطقة. تم حل قوات الدفاع الكرواتية وترك مجلس الدفاع الكرواتي باعتباره القوة الكرواتية الوحيدة. اشتبه المسؤولون البوسنيون في تورط حكومة تودجمان. ووفقا لمانوليتش أصدر شوشاك الأمر بقتل كرالييفيتش ووافق عليه تودجمان. صرح بوجيدار فوتشوريفيتش عمدة مدينة تريبينيي وقت الحرب أنه قام بحماية السجلات التي تظهر أن أشخاص من الحزب الديمقراطي الصربي والاتحاد الديمقراطي الكرواتي اعتبروها «مهمة» يجب تنفيذها.
في أواخر سبتمبر التقى عزت بيغوفيتش وتودجمان مرة أخرى وحاولا إنشاء تنسيق عسكري ضد جيش جمهورية صرب البوسنة لكن دون جدوى. بحلول أكتوبر انهارت الاتفاقية وبعد ذلك قامت كرواتيا بتحويل مسار تسليم الأسلحة إلى البوسنة والهرسك من خلال مصادرة كمية كبيرة لنفسها. كان بوبان قد تخلى عن تحالف الحكومة البوسنية وأوقف جميع الأعمال العدائية مع كاراديتش. انهار الدفاع الكرواتي البوسني المهيمن عن بوسافينا بعد أن أمر تودجمان و/أو غويكو شوشاك بسحب الجيش الكرواتي مما مكن الصرب من السيطرة على الممر وربط أراضيهم التي تم الاستيلاء عليها في الغرب وشرق البوسنة. في 8 أكتوبر تم التخلي عن بلدة بوسانسكي برود من قبل مجلس الدفاع الكرواتي وتركها لجيش جمهورية صرب البوسنة. بحلول ذلك الوقت تكبد الجيش الكرواتي ومجلس الدفاع الكرواتي خشائر بشريى بلغت ما يقرب من 7500 ضحية من أصل 20000 جندي ملتزمون بمعركة السيطرة على بوسافينا. يبدو أن الانسحاب كان بمثابة مقايضة لانسحاب جيش يوغوسلافيا الشعبي من المناطق النائية في دوبروفنيك الذي حدث في يوليو. ومع ذلك خلص تحليل أجرته وكالة المخابرات المركزية إلى أنه لا يوجد دليل مباشر على مثل هذه الترتيبات. في 9 أكتوبر وقع مجلس الدفاع الكرواتي وقف إطلاق النار مع جيش جمهورية صرب البوسنة في يايتسي مقابل توفير الكهرباء.
تصاعدت العلاقات المتوترة بسرعة وأدت إلى اشتباك مسلح بين القوتين في نوفي ترافنيك في 18 أكتوبر. انتشرت صراعات منخفضة النطاق في المنطقة واشتبكت القوتان مع بعضهما البعض على طول طريق الإمداد إلى يايتسي بعد ثلاثة أيام في 21 أكتوبر نتيجة لوضع حاجز طريق باسم جيش جمهورية البوسنة والهرسك الذي وضع في اليوم السابق من قبل «اللجنة التنسيقية لحماية المسلمين» من دون أخذ موافقة قيادة جيش جمهورية البوسنة والهرسك. ومثلما تم تفكيك الحاجز وقعت مناوشة جديدة في بلدة فيتيس في اليوم التالي. في 29 أكتوبر استولى جيش جمهورية صرب البوسنة على يايتسي بسبب عدم قدرة قوات جيش جمهورية البوسنة والهرسك ومجلس الدفاع الكرواتي على بناء دفاع تعاوني ضد جيش جمهورية صرب البوسنة الذي يتمتع بميزة في حجم القوات وقوة النيران وكان عمل الموظفين والتخطيط أفضل بكثير من المدافعين عن يايتسي. قبل ستة أيام من اندلاع المعركة الكبرى الأولى في حرب كروات–البوسنة الوشيكة عندما دفع مجلس الدفاع الكرواتي جيش جمهورية البوسنة والهرسك من بروزور وطرد السكان البوسنيين بعد تنفيذ عمليات اغتصاب ومهاجمة مسجد محلي وإحراق ممتلكات البوشناق. أشارت التقارير الأولية إلى مقتل أو جرح 300 بوسني في الهجوم لكن التقارير اللاحقة من قبل جيش جمهورية البوسنة والهرسك في نوفمبر 1992 أشارت إلى مقتل 11 جندي وثلاثة مدنيين. تقرير آخر لجيش جمهورية البوسنة والهرسك تم إعداده في مارس 1993 راجع الأرقام قائلا أن ثمانية مدنيين وثلاثة جنود من جيش جمهورية البوسنة والهرسك قتلوا بينما أصيب 13 جندي و 10 مدنيين.